# جيري هولاند (موسيقي)
جيري هولاند هو موسيقي كندي، ولد في 23 فبراير 1955 في بروكتون في الولايات المتحدة، وتوفي في 16 يوليو 2009 في North Sydney, Nova Scotia ‏ في كندا.

## وصلات خارجية
- جيري هولاند على موقع ميوزك برينز (الإنجليزية)
- جيري هولاند على موقع أول ميوزيك (الإنجليزية)
- جيري هولاند على موقع ديسكوغز (الإنجليزية)